# Kastrup
Pour l’article homonyme, voir Kastrup (métro de Copenhague).
Kastrup est une banlieue de Copenhague située au sud-est de la capitale.

## Géographie

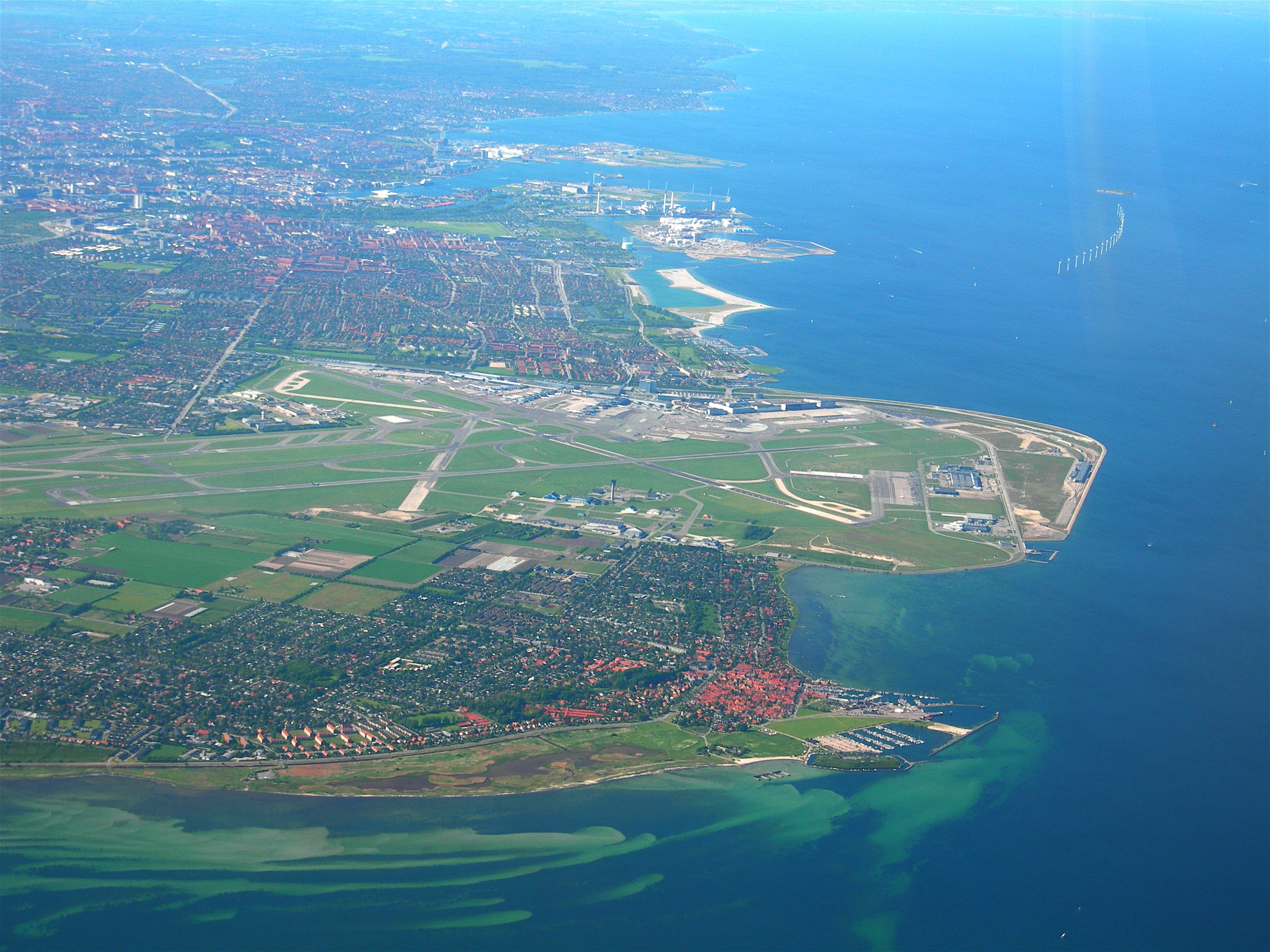
Vue aérienne de l'aéroport de Kastrup-Copenhague.

Kastrup est une paroisse formant un quartier situé dans la municipalité de Tårnby au sein de la communauté urbaine de Copenhague. Kastrup est situé dans l'est de l'île de Sjælland au Danemark. Sur son territoire se situe l'aéroport de Copenhague, parfois dénommé « aéroport de Kastrup ».

## Transports
Le quartier est desservi par les deux stations de Kastrup Station et de Lufthavnen Station du métro de Copenhague de la ligne M2. La première station est située dans le centre-ville de Kastrup alors que la seconde est le terminus de la ligne M2 du métro de Copenhague et permet d'accéder à l'aéroport de Copenhague.

## Personnalités liées à la commune
- Lukas Engel (1998-), footballeur danois né à Kastrup.